# Placówka Straży Celnej „Załucze Dolne”

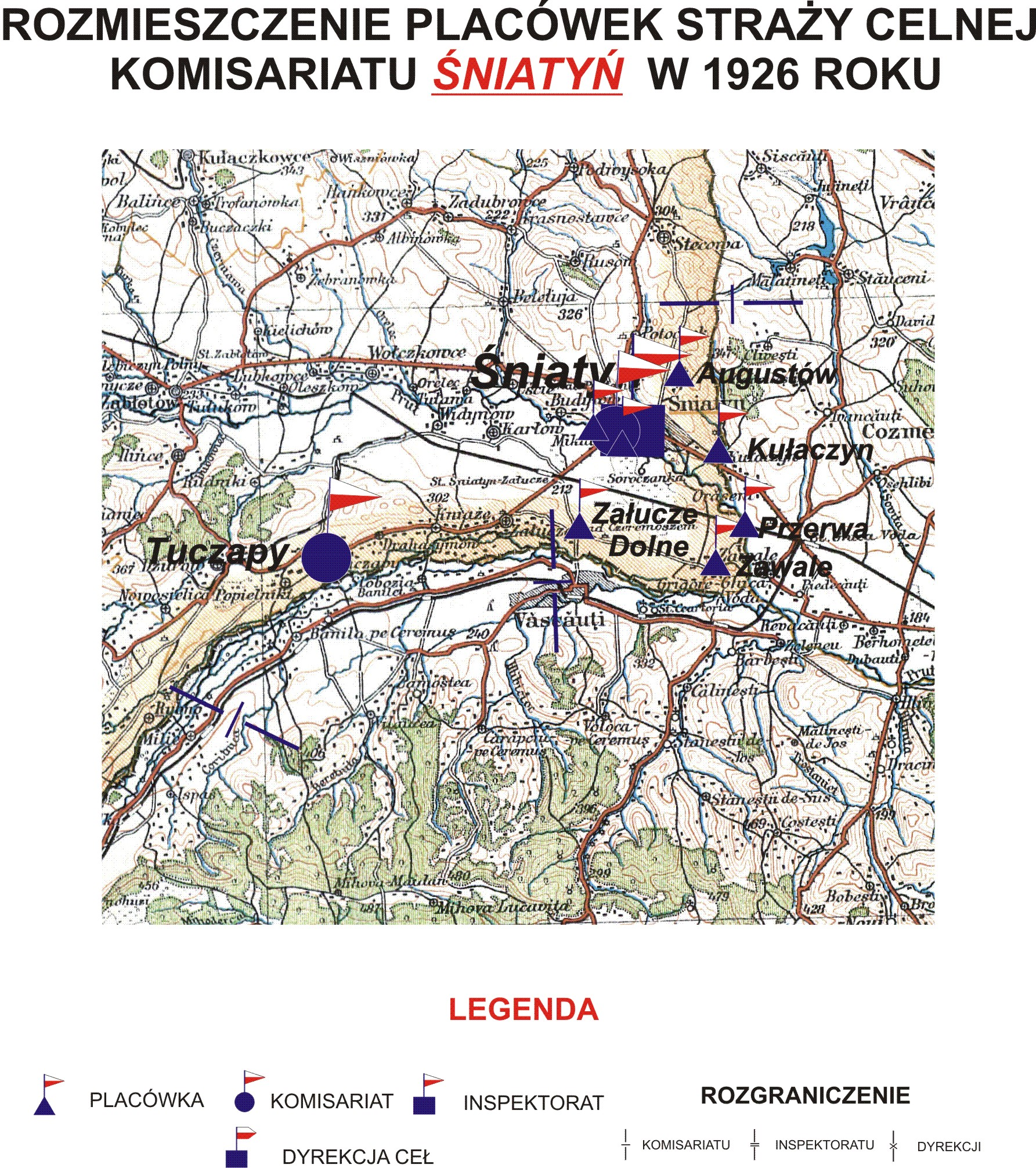
Rozmieszczenie placówek SC komisariatu Śniatyń w 1926

Placówka Straży Celnej „Załucze Dolne” – jednostka organizacyjna Straży Celnej pełniąca w okresie międzywojennym służbę ochronną na granicy polsko-rumuńskiej.

## Formowanie i zmiany organizacyjne
Na wniosek Ministerstwa Skarbu, uchwałą z 10 marca 1920 roku, powołano do życia Straż Celną. Jednostki Straży Celnej rozpoczęły przejmowanie odcinków granicy od pododdziałów Batalionów Celnych. W 1921 roku w Śniatyniu stacjonował sztab 4 kompanii 11 batalionu celnego. Kompania wystawiała między innymi placówkę w Załuczu. W 1921 roku w Skale stacjonował sztab 3 kompanii 22 batalionu celnego. Kompania wystawiała między innymi placówkę w Załuczu. Proces tworzenia Straży Celnej trwał do końca 1922 roku. Placówka Straży Celnej „Załucze Dolne” weszła w podporządkowanie komisariatu Straży Celnej „Śniatyn” z Inspektoratu SC „Śniatyn”.
W drugiej połowie 1927 roku przystąpiono do gruntownej reorganizacji Straży Celnej. W praktyce skutkowało to rozwiązaniem tej formacji granicznej. Ochronę północnej, zachodniej i południowej granicy państwa przejęła powołana z dniem 2 kwietnia 1928 roku Straż Graniczna. W strukturach nowo powstałej formacji placówki „Załucze Dolne” nie odtworzono.

## Funkcjonariusze placówki
Kierownicy placówki
| stopień    | imię i nazwisko, numer | okres pełnienia służby | kolejne stanowisko |
| ---------- | ---------------------- | ---------------------- | ------------------ |
| przodownik | Józef Kich (46)        | był w 1926             |                    |

Obsada personalna placówki w 1926:
- przodownik Józef Kich (46)
- starszy strażnik Stefan Kościuk (217)
- starszy strażnik Jan Krajewski (309)
- strażnik Franciszek Wasilewski (480)
- strażnik Leon Nowak (507)
- strażnik Antoni Mądrowski (1566)
- strażnik Jan Piotrowski (2007)
- strażnik Jan Poliszak (514)
- strażnik Jan Kraus (739)